# Xã Lake, Quận Humboldt, Iowa
Xã Lake (tiếng Anh: Lake Township) là một xã thuộc quận Humboldt, tiểu bang Iowa, Hoa Kỳ. Năm 2010, dân số của xã này là 228 người.